# 宾厄姆陨石坑
宾厄姆陨石坑（Bingham）是靠近月球背面赤道区的一座撞击坑，约形成于39.2-38.5亿年前的酒海纪，其名称取自美国考古学家暨政治家，印加失落之城马丘比丘的发现者海勒姆·宾厄姆三世（1875年-1956年），1976年被国际天文学联合会正式接受。

## 描述

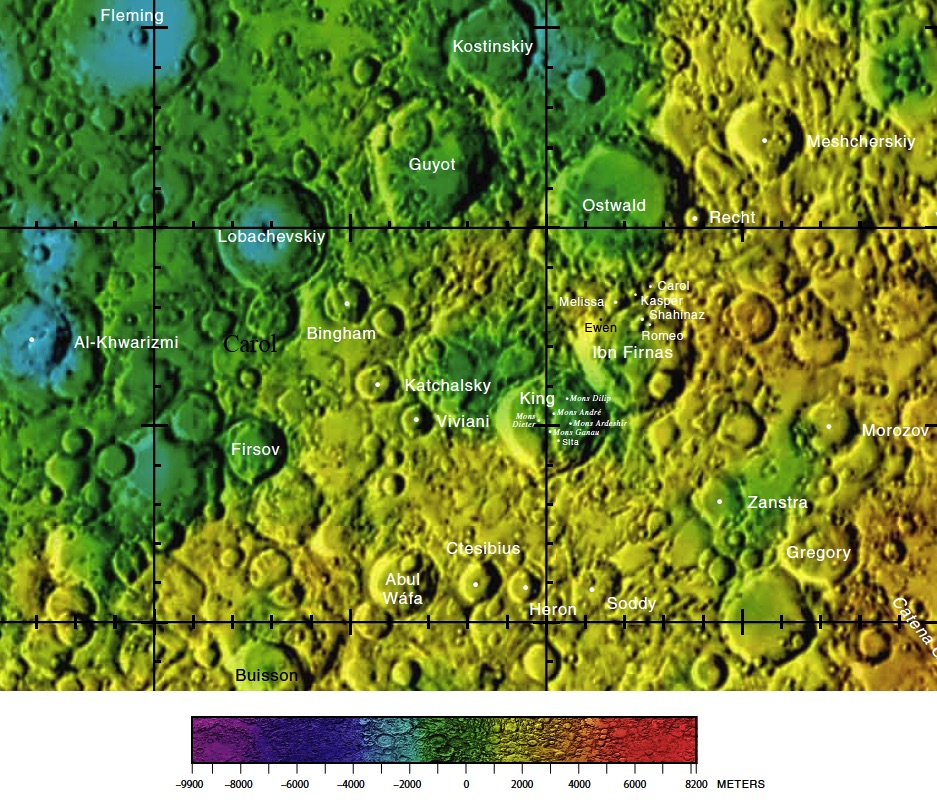
宾厄姆陨石坑的周边，月球背面区域图。

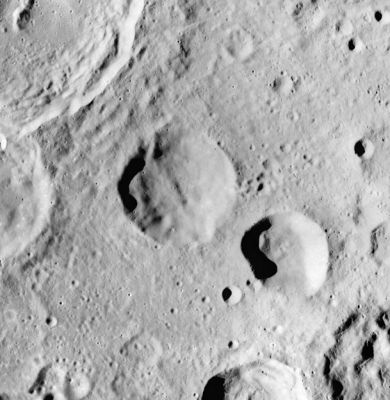
从阿波罗16号拍摄的宾厄姆陨石坑

该陨坑西北靠近巨大的罗巴切夫斯基环形山、东北毗邻已磨损的盖奥特环形山，古老的奥斯特瓦尔德环形山和伊本·弗纳斯环形山分别位于它的东北偏东和东南偏东、它的东南则坐落了突出的金环形山，在宾厄姆陨石坑与金环形山之间分布有略小的卡恰尔斯基陨石坑和维维亚尼陨石坑，而西南稍远处则横亘了相对年轻的菲尔索夫环形山。该陨坑中心月面坐标为8°01′N 115°03′E / 8.02°N 115.05°E，直径34.99公里，深约2.105公里。
宾厄姆陨石坑外观轮廓圆状，东南侧略有外凸，坑壁已明显磨损，西北段边缘部分覆盖着罗巴切夫斯基环形山形成时所抛射的喷出物。它的坑壁最大高出周边地形970米，内部容积约有877.18立方千米，
环坑壁和坑底分布有大量细小的撞击坑。

## 卫星陨石坑
按惯例，最靠近宾厄姆陨石坑的卫星坑将在月图上以字母标注在它的中心点旁边。

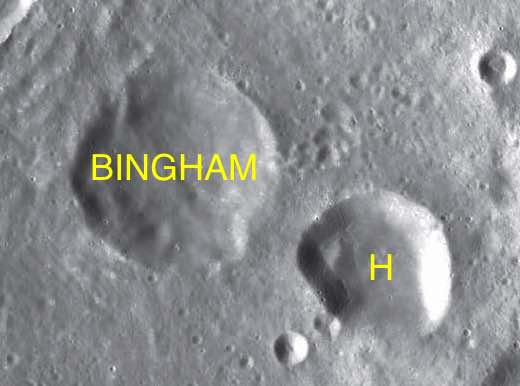
LAC-65 区域图

| 宾厄姆 | 纬度    | 经度      | 直径     |
| ------ | ------- | --------- | -------- |
| H      | 7.46° N | 116.22° E | 26.6公里 |

## 通俗文化
英国侦探电视连续剧《杀机四伏》第14集——黑暗的秘密中涉及到宾厄姆陨石坑和另外一座维维亚尼陨石坑。

## 另请参阅
- Andersson, L. E.; Whitaker, E. A. . NASA RP-1097. 1982.
- Blue, Jennifer. . USGS. July 25, 2007  [2007-08-05]. （原始内容存档于2012-04-08）.
- Bussey, B.; Spudis, P. . New York: Cambridge University Press. 2004. ISBN 978-0-521-81528-4.
- Cocks, Elijah E.; Cocks, Josiah C. . Tudor Publishers. 1995. ISBN 978-0-936389-27-1.
- McDowell, Jonathan. . Jonathan's Space Report. July 15, 2007  [2007-10-24]. （原始内容存档于2012-05-26）.
- Menzel, D. H.; Minnaert, M.; Levin, B.; Dollfus, A.; Bell, B. . Space Science Reviews. 1971, 12 (2): 136–186. Bibcode:1971SSRv...12..136M. doi:10.1007/BF00171763.
- Moore, Patrick. . Sterling Publishing Co. 2001. ISBN 978-0-304-35469-6.
- Price, Fred W. . Cambridge University Press. 1988. ISBN 978-0-521-33500-3.
- Rükl, Antonín. . Kalmbach Books. 1990. ISBN 978-0-913135-17-4.
- Webb, Rev. T. W.  6th revised. Dover. 1962. ISBN 978-0-486-20917-3.
- Whitaker, Ewen A. . Cambridge University Press. 1999. ISBN 978-0-521-62248-6.
- Wlasuk, Peter T. . Springer. 2000. ISBN 978-1-85233-193-1.